# Gouffre de Padirac
Gouffre de Padirac – jaskinia krasowa we Francji, w Masywie Centralnym.
W Gouffre de Padirac występuje obszerna studnia, liczne duże komory oraz bogata szata naciekowa.